# Trynidad i Tobago
Trynidad i Tobago (ang. Trinidad and Tobago) – wyspiarskie państwo Ameryki Południowej w archipelagu Małych Antyli. Obejmuje dwie główne wyspy, Trynidad i Tobago, oraz szereg mniejszych.

## Geografia
Państwo leży na dwóch wyspach. Trynidad, większa i położona bliżej wybrzeża Wenezueli, stanowi pod względem geologicznym przedłużenie Gór Karaibskich z północno-wschodniej Wenezueli. Na wyspie przebiegają równoleżnikowo trzy pasma górskie, z których najwyższe są krystaliczne Góry Północne, sięgające ponad 900 m n.p.m. (El Cerro del Aripo – 940 m). Opadają one stromo ku wybrzeżu, płynące w nich rzeki tworzą liczne wodospady. Położone w centralnej części wyspy Góry Środkowe i bardziej na południe Góry Południowe, zbudowane z wapieni i piaskowców, sięgają do wysokości około 300 m n.p.m. Między tymi dwoma pasami rozpościera się obniżenie, w którym występują wulkany błotne oraz naturalny wypływ naturalnego asfaltu tzw. Jezioro Asfaltowe (Pitch Lake). Najwyższy szczyt mniejszej wyspy Tobago sięga 576 m n.p.m.
Na wyspach panuje gorący i wilgotny klimat równikowy, łagodzony jednak przez wiatry pasatowe. Przynoszą one jednocześnie obfite opady do 3000 mm. W przeciwieństwie do innych wysp Małych Antyli, Trynidad i Tobago nie są nawiedzane przez huragany. Średnia temperatura w stolicy Port-of-Spain waha się w okolicach 25 °C.
Stoki nawietrzne wysp (tj. wschodnie) porasta wilgotny las równikowy, a zawietrzne (zachodnie) – sawanna, wypierana jednak przez uprawy.
Większe miasta: Port-of-Spain, Chaguanas, San Fernando, Arima.

## Klimat
W Trynidadzie i Tobago panuje klimat równikowy wilgotny, z nasileniem opadów od maja do stycznia. Średnia dzienna temperatura wynosi 27 °C. Najsuchsze i najbardziej słoneczne są początkowe miesiące roku. Wilgotność jest przynoszona przez pasaty wiejące od Oceanu Atlantyckiego w kierunkach zachodnim i południowo-zachodnim. W wyniku tego stoki nawietrzne otrzymują więcej wilgoci (porasta je las tropikalny), a stoki zawietrzne – mniej wilgoci (pokrywa je roślinność sawannowa). Opady atmosferyczne wynoszą 1200–1500 mm na zachodzie Trynidadu i 4000 mm na wschodzie wysp.

## Fauna
Trynidad zamieszkuje ponad 260 gatunków ptaków, a 150 przylatuje tu z Ameryki Północnej i Południowej. Do najciekawszych można zaliczyć ibisy szkarłatne, flamingi (czerwonaki), tukany, papugi i harpie. Wśród owadów wyróżnia się duża grupa motyli – ponad 600 gatunków. Występują tu także iguany oraz gigantyczne morskie żółwie skórzaste. W wodach raf koralowych żyją setki gatunków ryb tropikalnych. Do najważniejszych ssaków należą pekari, oceloty, oposy, kapucynki i wyjce.

## Flora
Na wyspach rosną migdałowce, chlebowce, jaskrawo-purpurowe lub żółte drzewa papui, dorastające do 20 m wysokości mahoniowce błękitne, olbrzymie anturie, helikonie, storczyki, amarylisy i bromelie.

## Historia
W okresie prekolumbijskim Trynidad był zamieszkany przez Arawaków, a Tobago przez Karaibów. W 1498 roku wyspy zostały odkryte przez Krzysztofa Kolumba i od 1532 kolonizowane przez Hiszpanów, którzy uprawiali tu tytoń i kakao. Hiszpanie korzystali z pracy Indian, a po ich wymarciu, z pracy czarnych niewolników sprowadzanych z Afryki. W latach 1639–1693 wyspa Tobago była (jako Nowa Kurlandia) kolonią Księstwa Kurlandii. W 1781 roku Tobago stało się kolonią Francji. W 1797 roku Trynidad opanowali Brytyjczycy. W 1802 roku opanowali również Tobago. Brytyjczycy rozwinęli na wyspach plantacyjną uprawę trzciny cukrowej. Po zniesieniu niewolnictwa w 1833 roku sprowadzano tu do pracy robotników z Indii. W 1888 roku wyspy oficjalnie stały się kolonią brytyjską. W 1925 roku nadano im ograniczoną autonomię, poszerzoną w 1946. W trakcie II wojny światowej na Trynidadzie znajdowała się baza morska wojsk Stanów Zjednoczonych (większość baz wojskowych Amerykanie zwrócili do 1967 roku). W latach 50. powszechne poparcie mieszkańców zyskała niepodległościowa partia Ludowy Ruch Narodowy (PNM) z Erikiem Williamsem na czele. W latach 1958–1962 wyspy wchodziły w skład Federacji Indii Zachodnich. W 1962 roku Trynidadowi i Tobago przyznano niepodległość w ramach brytyjskiej Wspólnoty Narodów. W niepodległym kraju władzę objął PNM. Do 1976 roku kraj pozostawał monarchią z brytyjską królową jako głową państwa, następnie wprowadzono ustrój republikański. Pierwsze wybory prezydenckie wygrał Ellis Clarke. W 1978 roku nadano wyspie Tobago ograniczoną autonomię obejmującą własny parlament. W wyborach 1986 zwyciężył Narodowy Sojusz na rzecz Odbudowy (NAR). W 1991 roku do władzy powrócił PNM, z kolei w 1995 roku rządy objął Zjednoczony Kongres Narodowy (UNC). Rządy UNC pomimo pomyślnej koniunktury gospodarczej destabilizowały konflikty etniczne i afery korupcyjne. W 2002 roku odbyły się przedterminowe wybory w których zwyciężył PNM.

## Demografia
Statystyki demograficzne dla Trynidadu i Tobago (2005)
Piramida wiekowa
| Grupa wiekowa | Procent ludności | Liczba ludności | Liczba mężczyzn | Liczba kobiet |
| ------------- | ---------------- | --------------- | --------------- | ------------- |
| 0-14          | 20,7%            | 225 119         | 115 594         | 109 665       |
| 15-64         | 71%              | 772 965         | 403 301         | 369 664       |
| +64           | 8,3%             | 90 420          | 40 638          | 49 782        |

| Parametr                        | Wartość                 |
| ------------------------------- | ----------------------- |
| Liczba ludności                 | 1 088 644               |
| Średnia wieku w całej populacji | 30,91 lat               |
| Mężczyzn                        | 30,46 lat               |
| Kobiet                          | 31,44 lat               |
| Przyrost naturalny              | -0.74%                  |
| Współczynnik urodzeń            | 12,81/1000 mieszkańców  |
| Współczynnik zgonów             | 9,37/1000 mieszkańców   |
| Współczynnik migracji           | -10,87/1000 mieszkańców |

Ludność według płci
| Grupa wiekowa     | Stosunek ilościowy   |
| ----------------- | -------------------- |
| przy narodzeniu   | 1,05 mężczyzn/kobiet |
| poniżej 15 lat    | 1,05 mężczyzn/kobiet |
| 15–64 lat         | 1,09 mężczyzn/kobiet |
| powyżej 64 lat    | 0,82 mężczyzn/kobiet |
| w całej populacji | 1,06 mężczyzn/kobiet |

Umieralność niemowląt
| Grupa             | Stosunek ilościowy             |
| ----------------- | ------------------------------ |
| płci męskiej      | 26,23 śmiertelnych/1000 żywych |
| płci żeńskiej     | 22,31 śmiertelnych/1000 żywych |
| W całej populacji | 24,31 śmiertelnych/1000 żywych |

Oczekiwana długość życia
| Grupa                             | Stosunek ilościowy   |
| --------------------------------- | -------------------- |
| W całej populacji                 | 66,73 lat            |
| Mężczyzn                          | 65,60 lat            |
| Kobiet                            | 67,91 lat            |
| Rozrodczość                       | 1,75 urodzeń/kobietę |
| Współczynnik dorosłych z HIV/AIDS | 3,2% (2003)          |
| Liczba osób żyjących z HIV/AIDS   | 29 000 (2003)        |
| Liczba zmarłych na HIV/AIDS       | 1 900 (2003)         |

Pod względem etnicznym 43% mieszkańców stanowią Czarni, Hindusi 36%, Mulaci 16%, biali 2% a Chińczycy 1%.

### Religia
Struktura religijna kraju w 2015 roku, według The Association of Religion Data Archives:
- protestanci – 40,4%:  Osobny artykuł: Protestantyzm na Trynidadzie i Tobago.
  - zielonoświątkowcy – 13,9%,
  - anglikanie – 4,9%,
  - pozostali – 21,6% (głównie: Spiritual Baptist, adwentyści dnia siódmego, kalwini, baptyści i metodyści[8]),
- katolicy – 20%,  Osobny artykuł: Metropolia Port of Spain.
- hinduiści – 16,6%,
- niezidentyfikowani – 9,6%,
- muzułmanie – 4,7%,
- bez religii – 2,3%,
- pozostali chrześcijanie – 2,2%,  Osobny artykuł: Świadkowie Jehowy w Trynidadzie i Tobago.
- synkretyzm chrześcijański – 1,4%,
- bahaiści – 1,2%,
- prawosławni – 0,8%,
- inne religie – 0,8%.

W 1932 roku w pobliżu Port-of-Spain urodził się w rodzinie indyjskich braminów Vidiadhar Surajprasad Naipaul, brytyjski pisarz (w 2001 roku Literacka Nagroda Nobla) oraz w 1982 roku raperka Onika Maraj ps. Nicki Minaj. Na Trynidadzie wśród hinduistów rozgrywa się m.in. akcja powieści Naipaula „Masażysta cudotwórca” (1957) i „Wybory w Elwirze” (1958).

## Gospodarka
Kraj jest jednym z najbogatszych państw Ameryki Środkowej dzięki złożom ropy naftowej, gazu ziemnego i asfaltu. Przemysł zajmuje się głównie przetwórstwem wydobywanych bogactw naturalnych. Na wyspach znajdują się rafinerie, zakłady petrochemiczne i fabryki nawozów sztucznych. Rolnictwo nie odgrywa znaczącej roli w gospodarce kraju. Najwięcej użytków rolnych zajmują uprawy trzciny cukrowej i kakaowca.